# Amour, amitié et petites infidélités

Amour, amitié et petites infidélités (Knots) est un téléfilm américain réalisé par Greg Lombardo, projeté au Gen Art Film Festival le 20 avril 2004, puis diffusé le 31 janvier 2005 sur Lifetime.

## Synopsis
Trois hommes, amis d'enfance, sont en quête d'amour et de fidélité.

## Fiche technique
- Titre français : Amour, amitié et petites infidélités
- Titre original : Knots
- Titre diffusion télé : Sex, Love, and Lies
- Réalisation : Greg Lombardo
- Scénario : Greg Lombardo et Neil Turitz
- Société de production : Cross River Pictures
- Origine : États-Unis
- Durée : 93 minutes
- Format : Couleur

## Distribution
- Scott Cohen : Dave Segel
- John Stamos : Cal Scoppa
- Annabeth Gish : Greta Siegel
- Paulina Porizkova : Lily Kildear
- Michael Leydon Campbell : Jake Elovitch
- Tara Reid : Emily
- Linda Larkin : Annette
- KaDee Strickland : Molly
- Sarah Litzsinger (en) : Andrea
- Eric Zuckerman : Serveur
- John Heinlein : Déménageur pervers
- Elliott C. Villar : Déménageur naïf
- Mike Taranto : Mike le barman
- Katie Orenstein : Bombe au terrain de basket
- Kathleen Truitt : Fêtarde